# 1/8 دستة أشرار (فلم)
١٨ دستة أشرار فيلم مصري إنتاج سنة 2006 من بطولة محمد رجب وياسمين عبد العزيز. يعد الفيلم أول أدوار البطولة بالنسبة لمحمد رجب، وقد حقق الفيلم نجاحا من حيث الإيرادات في السينما، مع إشادة من النقاد.
اسم الفيلم مستوحىً من فيلم أُنتج عام 1970 باسم رُبع دستة أشرار.
تاريخ صدور الفيلم يوافق عشية عيد الفطر 1427 هـ.

## قصة الفيلم
تدور أحداث الفيلم في جوّ رومانسي كوميدي أكشن حول شاب يدعى مايو وهو نصاب محترف يخوض العديد من المغامرات خلال الأحداث والتي تنتهي بمفأجات غير متوقعة.

## الممثلون
- محمد رجب
- ياسمين عبد العزيز
- نيكول سابا
- خالد صالح
- لطفي لبيب
- أحمد راتب
- محمد شومان
- حسن كامي
- سلمى غريب
- سامي مغاوري

## وصلات خارجية
- مقالات تستعمل روابط فنية بلا صلة مع ويكي بيانات